# AIF1L
AIF1L (англ. Allograft inflammatory factor 1 like) – білок, який кодується однойменним геном, розташованим у людей на короткому плечі 9-ї хромосоми. Довжина поліпептидного ланцюга білка становить 150 амінокислот, а молекулярна маса — 17 068.
| 10         |  | 20         |  | 30         |  | 40         |  | 50         |
| ---------- |  | ---------- |  | ---------- |  | ---------- |  | ---------- |
| MSGELSNRFQ |  | GGKAFGLLKA |  | RQERRLAEIN |  | REFLCDQKYS |  | DEENLPEKLT |
| AFKEKYMEFD |  | LNNEGEIDLM |  | SLKRMMEKLG |  | VPKTHLEMKK |  | MISEVTGGVS |
| DTISYRDFVN |  | MMLGKRSAVL |  | KLVMMFEGKA |  | NESSPKPVGP |  | PPERDIASLP |
|            |  |            |  |            |  |            |  |            |

A: Аланін

C: Цистеїн

D: Аспарагінова кислота

E: Глутамінова кислота

F: Фенілаланін

G: Гліцин

H: Гістидин

I: Ізолейцин

K: Лізин

L: Лейцин

M: Метіонін

N: Аспарагін

P: Пролін

Q: Глутамін

R: Аргінін

S: Серин

T: Треонін

V: Валін

Кодований геном білок за функцією належить до фосфопротеїнів. 
Задіяний у таких біологічних процесах, як ацетилювання, альтернативний сплайсинг. 
Білок має сайт для зв'язування з молекулою актину, іонами металів, іоном кальцію. 
Локалізований у клітинній мембрані, цитоплазмі, цитоскелеті, мембрані, клітинних відростках.